# Nickelage électrolytique
Le nickelage électrolytique est une des applications de galvanoplastie qui consiste en un dépôt électrolytique de solutions aqueuses de différents sels sur un matériau pour en améliorer ses qualités mécaniques, pour le protéger de la corrosion ou pour améliorer son esthétique.

## Le minerai
Le nickel est un métal de couleur gris-blanc à reflets jaunes. Présent dans le manteau terrestre essentiellement sous forme de sulfures, oxydes ou silicate ; il est exploité depuis des siècles pour la fabrication d’armes et de monnaie. Il a été isolé en 1751 par le chimiste Axel Frederik Cronstedt.
Sa haute résistance à la corrosion et à l’usure, son pouvoir lubrifiant et la régularité de l’épaisseur des dépôts le font vite adopter par l’industrie automobile, entre autres. L’activité industrielle autour de ce produit est des plus importantes et la consommation de nickel électrolytique est beaucoup plus élevée que celle des métaux utilisés dans d'autres procédés de dépôts tels que le zinc, le cuivre ou le chrome.

## Domaines d’utilisation

### Décoration
Son aspect brillant ne nécessitant pas d’opération de polissage, favorise son application en sous-couche au chrome ou seul dans les bains de nickelage, en revêtement de surface dans les domaines de la plomberie, de l’ameublement, des articles de sport ou de décoration dans l’automobile et la bijouterie. 

### Protection
Utilisé dans le domaine de la connectique et de l’électronique pour des raisons économiques, en sous-couche aux dépôts d’or.

### Mécanique
Le dépôt électrolytique du nickel a le pouvoir d’améliorer les performances des pièces en acier et en aluminium utilisées dans l’industrie automobile (radiateur, amortisseur, piston, roulement, raccord, engrenages, etc). Il est notamment utilisé dans les pistons d'instrument de musique de la famille des cuivres pour prévenir l'usure de ceux-ci et garantir l'étanchéité entre le piston et sa chambre (aujourd'hui le monel est de plus en plus utilisé pour les instruments de moyenne et haute gamme).
En couches épaisses, il est employé dans l’électroformage (moule) ou la retouche de pièce par rechargement.

## Préparation des surfaces
Avant dépôt de nickel, les surfaces devant être traitées doivent subir plusieurs opérations :
- dégraissage pour éliminer toutes traces d’huile,
- décapage pour éliminer toutes traces d’oxydation,
- rinçage entre chaque phase de préparation.

## Sources
- Cours de métallurgie, préparation au BTS-BE, Automobiles Peugeot, Sochaux 1970-73.